# Impasse des Crins
Impasse des Crins är en återvändsgata i Quartier de Charonne i Paris tjugonde arrondissement. Gatans namn är av oklart ursprung. Impasse des Crins börjar vid Rue des Vignoles 23.

## Omgivningar
- Saint-Jean-Bosco
- Jardin Damia
- Jardin Casque-d'Or
- Impasse de Casteggio
- Impasse des Souhaits
- Impasse Rolleboise
- Impasse Poule
- Impasse de Bergame
- Impasse de la Confiance

## Bilder
| - Saint-Jean-Bosco. - Jardin Damia. |

## Kommunikationer
- Tunnelbana – linje  – Alexandre Dumas
- Tunnelbana – linje  – Buzenval
- Tunnelbana – linje  – Avron
- Busshållplats Vignoles – Paris bussnät

### Webbkällor
- ”Impasse des Crins”. Mairie de Paris. https://web.archive.org/web/20160303180404/http://www.v2asp.paris.fr/commun/v2asp/v2/nomenclature_voies/Voieactu/2439.nom.htm. Läst 25 januari 2024.
- ”Impasse des Crins (20ème arrondissement)”. Les rues de Paris. https://web.archive.org/web/20160409055900/http://www.parisrues.com/rues20/paris-20-impasse-des-crins.html. Läst 25 januari 2024.